# Роб Пени
Роб Пени (енгл. Rob Penney; 27. април 1964) новозеландски је професионални рагби 15 тренер и бивши професионални рагбиста. Тренутно ради као главни тренер франшизе Њу Саут Велс Воратаса, аустралијског представника у најјачем светском клупском рагби такмичењу Супер рагбију.

## Играчка каријера
Пени је играо на позицији Чепа (број 8) за Кантербери, на Новом Зеланду.

## Тренерска каријера
Након што је завршио играчку каријеру, наставио је да се издржава од рагбија као тренер. Пени је као тренер предводио Кантербери до четири титуле првака Новог Зеланда у периоду од 2006. до 2011. Радио је на Новом Зеланду као селектор младе репрезентације Новог Зеланда и као помоћни тренер у Крусејдерсима. У Мају 2012. Пени је отишао у Републику Ирску и запослио се као нови главни тренер Манстера. На том месту је наследио аустралијског тренера Тонија Мекгејена. 2013. Пени је предводио Манстер до полуфинала Купа европских шампиона, где је Манстер заустављен од француског Клермона. 2014. је проглашен за најбољег рагби тренера у такмичењу "Про 12". Пени је напустио Ирску и отишао у Јапан, где ће пет година радити као главни тренер Шајнинг аркса. Јесени 2019. потписао је трогодишњи уговор са Воратасима, аустралијском франшизом која се такмичи у Супер рагбију.

## Тренерски успеси
- Најбољи тренер такмичења "Про 12" 2014.
- Првенство Новог Зеланда - Шампион са Кантерберијем. (2008. 2009. 2010. 2011)